# Convenzione relativa alla codifica delle espressioni che figurano nei documenti dello stato civile
La convenzione relativa alla codifica delle espressioni che figurano nei documenti dello stato civile è una convenzione internazionale approvata il 9 settembre 1994 dalla Commissione internazionale dello stato civile concepita per agevolare lo scambio documentale tra i vari uffici di stato civile dei paesi membri.
Tra i suoi benefici, oltre a formalizzare i termini da utilizzare nelle traduzioni, essa introduce una codifica univoca per i vari lemmi, facilitandone la traduzione automatica tramite ausili informatici.
La Convenzione è stata aperta alla firma il 6 settembre 1995 ed attualmente vincola soltanto la Grecia (che l'ha ratificata il 2 agosto 1999) e la Turchia (ratifica del 21 maggio 2004). Essa è entrata in vigore, come previsto dall'articolo 6 del dispositivo, il primo giorno del settimo mese successivo alla ratifica del secondo dei due stati richiesti, il giorno 1º dicembre 2004.

## Italia
Di seguito, la codifica univoca per la lingua Italiana nei documenti emessi dagli uffici di stato civile della Repubblica Italiana:
```
1-  STATO CIVILE
1-1  Autorità
1-1-1  Autorità che ha registrato l’atto
1-1-2  Autorità di rilascio
1-1-3  Autorità richiedente
1-1-4  Autorità richiesta
1-1-5  Autorità che ha preso la decisione
1-1-6  Servizio dello stato civile di
1-1-7  Ufficiale di stato civile
1-1-7-1  Qualità dell’ufficiale di stato civile
1-1-7-2  Cognome e nome dell’ufficiale di stato civile
1-1-7-3  Cognome e nome dell’ufficiale di stato civile che ha registrato l’atto
1-1-8  Giurisdizione
1-1-8-1  Giurisdizione che ha pronunciato la decisione
1-1-8-2  Giurisdizione civile
1-1-8-3  Giurisdizione religiosa
1-1-8-4  Corte d’Appello di
1-1-8-5  Tribunale di ..
1-1-8-6  Giurisdizione che ha delibato la decisione
1-1-9  Cognome e nome del notaio
1-1-9-1  Indirizzo del notaio
1-1-9-2  Ufficio notarile di ...
1-2  Registro di stato civile
1-2-1  Registro delle famiglie
1-2-2  Registro delle nascite
1-2-3  Registro dei matrimoni
1-2-4  Registro dei decessi
1-3  Atto di stato civile
1-3-1  Copia di atto di stato civile
1-3-2  Estratto di atto di stato civile
1-3-2-1  Estratto plurilingue
1-3-3  Atto di nascita
1-3-3-1  Estratto di atto di nascita
1-3-4  Atto di matrimonio
1-3-4-1  Estratto di atto di matrimonio
1-3-5  Atto di morte
1-3-5-1  Estratto di atto di morte
1-3-6  Atto di riconoscimento
1-4  Libretto di stato civile
1-4-1  Libretto di famiglia
1-4-2  Libretto internazionale di famiglia
1-5  Decisione di rettifica di atto di stato civile

2-  LUOGHI
2-1  Indicazioni generali
2-1-1  Stato
2-1-1-1  Stato federato
2-1-1-2  Stato dove è stata resa la decisione giudiziaria
2-1-1-3  Provincia
2-1-1-4  Regione
2-1-1-5  Cantone 31
2-1-1-6  Département
2-1-2  Domicilio
2-1-2-1  Ultimo domicilio del defunto
2-1-2-2  Residenza
2-1-3  Indirizzo
2-1-3-1  Città
2-1-3-2  Comune
2-1-3-3  Circoscrizione territoriale
2-1-3-4  Arrondissement
2-1-3-5  Viale
2-1-3-6  Via
2-2  Luogo di stesura dell’atto
2-2-1  Luogo di registrazione dell’atto
2-2-2  Luogo di rilascio dell’estratto dell’atto
2-3  Luogo di trascrizione
2-3-1  Luogo di trascrizione dell’atto
2-3-2  Luogo di trascrizione della sentenza
2-4  Luogo di nascita
2-4-1  Luogo di nascita del padre
2-4-2  Luogo di nascita della madre
2-4-3  Luogo di nascita del figlio
2-4-4  Luogo di nascita dello sposo
2-4-5  Luogo di nascita della sposa
2-4-6  Luogo di nascita del defunto
2-5  Luogo di matrimonio
2-6  Luogo di morte
2-6-1  Luogo di morte dello sposo
2-6-2  Luogo di morte della sposa
2-7  Luogo d’origine 32
2-7-1  Luogo d’origine del padre
2-7-2  Luogo d’origine della madre
2-7-3  Luogo d’origine dello sposo
2-7-4  Luogo d’origine della sposa

3-  NASCITA E FIGLIAZIONE
3-1  Padre
3-2  Madre
3-3  Figlio
3-4  Sesso
3-4-1  Sesso maschile
3-4-2  Sesso femminile
3-4-3  Sesso indeterminato
3-5  Adozione
3-5-1  Adozione semplice
3-5-2  Adozione completa
3-5-3  Conversione da adozione semplice ad adozione completa
3-6  Potestà dei genitori
3-6-1  Decisione relativa alla potestà dei genitori
3-6-2  Potestà esercitata congiuntamente dai genitori
3-7  Dichiarazione giudiziaria di nascita

4-  MATRIMONIO - SCIOGLIMENTO DEL VINCOLO CONIUGALE
4-1  Situazione matrimoniale
4-1-1  Sposo (o marito)
4-1-2  Sposa (o moglie)
4-1-3  Celibe/Nubile
4-1-4  Divorziato
4-1-5  Divorziata
4-1-6  Vedovo
4-1-7  Vedova
4-2  Matrimonio
4-2-1  Matrimonio civile
4-2-2  Convalida del matrimonio civile
4-3  Matrimonio religioso
4-3-1  Convalida del matrimonio religioso
4-3-2  Annullamento del matrimonio religioso
4-4  Regime patrimoniale
4-4-1  Regime legale
4-4-2  Convenzione matrimoniale
4-4-2-1  Regime di separazione dei beni
4-4-3  Dichiarazione degli sposi relativa al regime patrimoniale
4-4-4  Cambiamento del regime patrimoniale
4-4-5  Modifiche del regime patrimoniale
4-4-6  Trasferimento di poteri fra gli sposi
4-5  Riconciliazione degli sposi
4-5-1  Omologazione della riconciliazione degli sposi
4-6  Separazione
4-7  Scioglimento del matrimonio
4-7-1  Divorzio
4-7-2  Scioglimento del matrimonio dopo la separazione
4-7-3  Scioglimento del matrimonio da parte di una autorità religiosa
4-7-4  Scioglimento del matrimonio per morte
4-7-4-1  Scioglimento del matrimonio per morte del marito
4-7-4-2  Scioglimento del matrimonio per morte della moglie
4-8  Inesistenza del matrimonio
4-9  Annullamento del matrimonio

5-  INCAPACITÀ - SCOMPARSA - MORTE
5-1  Incapacità
5-1-1  Tutela
5-1-1-1  Tutela di minore
5-1-1-2  Tutela di maggiorenne
5-1-1-3  Cognome del tutore
5-1-1-4  Nome del tutore
5-1-1-5  Modifica della tutela
5-1-1-6  Termine della tutela
5-1-2  Curatela di un maggiorenne
5-1-2-1  Cognome del curatore
5-1-2-2  Nome del curatore
5-1-2-3  Modifica della curatela
5-1-2-4  Termine della curatela
5-1-3  Incapacità di un maggiorenne
5-1-4  Esercizio della patria potestà su un maggiorenne
5-1-5  Data d’inizio della gestione dei beni
5-1-6  Repertorio civile
5-1-7  Emancipazione
5-2  Dichiarazione di scomparsa
5-3  Morte
5-3-1  Dichiarazione giudiziaria di morte presunta
5-3-2  Dichiarazione di morte

6-  CITTADINANZA
6-1  Cittadinanza delle persone
6-1-1  Cittadinanza del padre
6-1-2  Cittadinanza della madre
6-1-3  Cittadinanza dello sposo
6-1-4  Cittadinanza della sposa
6-2  Attribuzione della cittadinanza
6-3  Acquisizione della cittadinanza
6-4  Mantenimento della cittadinanza
6-5  Riacquisito della cittadinanza
6-6  Non acquisizione della cittadinanza
6-7  Perdita della cittadinanza
6-8  Decadenza della cittadinanza
6-9  Apolide

7-  COGNOME
7-1  Cognome del padre
7-1-1  Cognome del padre dello sposo
7-1-2  Cognome del padre della sposa
7-2  Cognome della madre
7-2-1  Cognome della madre dello sposo
7-2-2  Cognome della madre della sposa
7-3  Cognome del figlio
7-4  Cognome dell’adottante
7-5  Cognome del coniuge
7-5-1  Cognome dello sposo
7-5-1-1  Cognome dello sposo prima del matrimonio
7-5-1-2  Cognome dello sposo dopo il matrimonio
7-5-1-3  Cognome dello sposo al momento del rilascio dell’atto
7-5-1-4  Cognome dello sposo dopo la sentenza
7-5-2  Cognome della sposa
7-5-2-1  Cognome della sposa prima del matrimonio
7-5-2-2  Cognome della sposa dopo il matrimonio
7-5-2-3  Cognome della sposa al momento del rilascio dell’atto
7-5-2-4  Cognome della sposa dopo la sentenza
7-5-3  Cognome dell’ultimo coniuge
7-5-3-1  Cognome dell’ultimo coniuge del defunto
7-5-4  Cognome prima del matrimonio
7-5-5  Cognome dopo il matrimonio
7-6  Cognome del defunto
7-6-1  Cognome del padre del defunto
7-6-2  Cognome della madre del defunto
7-7  Cognome e cittadinanza
7-7-1  Cognome prima dell’acquisizione della cittadinanza
7-7-2  Cognome dopo l’acquisizione della cittadinanza
7-7-3  Cognome dopo la perdita della cittadinanza
7-8  Cambiamento di cognome
7-9  Altri cognomi
7-9-1  Cognome di famiglia
7-9-2  Cognome matrimoniale

8-  NOME
8-1  Nome del padre
8-1-1  Nome del padre dello sposo
8-1-2  Nome del padre della sposa
8-2  Nome della madre
8-2-1  Nome della madre dello sposo
8-2-2  Nome della madre della sposa
8-3  Nome del figlio
8-4  Nome dell’adottante
8-5  Nome del coniuge
8-5-1  Nome dello sposo
8-5-2  Nome della sposa
8-5-3  Nome dell’ultimo coniuge
8-5-3-1  Nome dell’ultimo coniuge del defunto
8-6  Nome del defunto
8-6-1  Nome del padre del defunto
8-6-2  Nome della madre del defunto
8-7  Nome e cittadinanza
8-7-1  Nome prima dell’acquisizione della cittadinanza
8-7-2  Nome dopo l’acquisizione della cittadinanza
8-7-3  Nome dopo la perdita della cittadinanza

9-  IDENTIFICAZIONE DEGLI ATTI E DELLE DATE
9-1  Riferimento
9-1-1  Riferimento dell’atto di nascita
9-1-1-1  Riferimento dell’atto di nascita del padre
9-1-1-2  Riferimento dell’atto di nascita della madre
9-1-1-3  Riferimento del registro delle nascite
9-1-2  Riferimento dell’atto di matrimonio
9-1-2-1  Riferimento dell’atto di matrimonio civile
9-1-2-2  Riferimento dell’atto di matrimonio religioso
9-1-2-3  Riferimento dell’atto di matrimonio celebrato all’estero
9-1-2-4  Riferimento del registro dei matrimoni
9-1-3  Riferimento dell’atto di morte
9-1-3-1  Riferimento del registro dei decessi
9-2  Numero
9-2-1  Numero della legge
9-2-1-1  Numero dell’articolo della legge
9-2-2  Numero dell’atto
9-2-3  Numero della decisione
9-2-4  Numero dell’atto della cancelleria del tribunale del luogo di nascita
9-2-5  Numero d’identificazione
9-2-6  Numero del contratto
9-2-7  Numero del registro
9-2-7-1  Numero del registro delle famiglie
9-2-7-2  Numero della pagina del registro
9-3  Autentica dell’atto di stato civile
9-3-1  Firma
9-3-2  Timbro
9-3-3  Sigillo
9-4  Date ed altre indicazioni
9-4-1  Anno
9-4-2  Mese
9-4-3  Giorno
9-4-4  Ora
9-4-5  Minuto
9-4-6  Data della legge
9-4-7  Data della richiesta
9-4-8  Data dell’atto notarile
9-4-9  Data del contratto
9-5  Data dell’ atto di stato civile
9-5-1  Data di registrazione dell’atto
9-5-2  Data di rilascio dell’estratto
9-5-3  Data della dichiarazione
9-5-3-1  Data della dichiarazione resa davanti all’ufficiale di stato civile
9-5-4  Data di registrazione dell’annotazione
9-5-5  Data di trascrizione
9-5-5-1  Data di trascrizione dell’atto
9-5-5-2  Data di trascrizione della sentenza
9-6  Data della decisione giudiziaria
9-6-1  Data della decisione della giurisdizione civile
9-6-2  Data della decisione della giurisdizione religiosa
9-6-3  Data del passaggio in giudicato della decisione
9-6-4  Data della decisione di delibazione
9-7  Data di nascita
9-7-1  Data di nascita del padre
9-7-2  Data di nascita della madre
9-7-3  Data di nascita del figlio
9-7-3-1  Età del figlio
9-7-4  Data di nascita dello sposo
9-7-5  Data di nascita della sposa
9-7-6  Data di nascita del defunto
9-8  Data di matrimonio
9-8-1  Data della convenzione matrimoniale
9-9  Data di morte
9-9-1  Data di morte presunta
9-9-2  Data di morte dello sposo
9-9-3  Data di morte della sposa

```